# Тапи (страва)

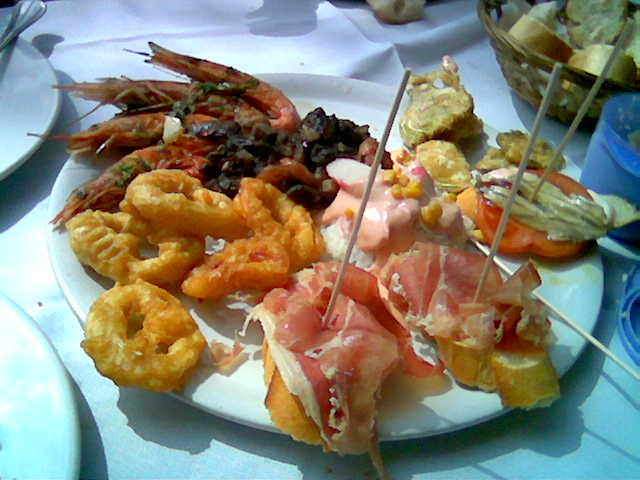
Тапи

Та́пи або (тільки в множині) та́пас (ісп. tapas, множина від tapa — закуска) — в Іспанії закуска, що подається в барах до пива або вина. Це можуть бути горішки, чипси чи оливки або самостійні страви: наприклад, «пінчо моруно» (шашлик зі свинини), або «пінчос доностьяррас» в Сан-Себастьяні (багато різних холодних та гарячих закусок). 
Перерва між скромним обідом і вечерею занадто тривала, тому в кінці дня подаються ці різноманітні закуски «на один зуб» — тапи. Це можуть бути традиційні оливки, тонкі скибочки шинки або морські рачки, засмажені в клярі. 
Тапи запивають пивом, червоним вином або хересом (іспанське десертне вино). 
Тапи, які називають також пінчо, не тотожні закускам, які подаються на початку вечері. Вони звичайно подаються на французький манер як проміжна страва: мариновані овочі, анчоуси, сардини, часникова ковбаса, молюски, тунець або салат з тунцем, коктейль з крабів, диня тощо. 